# Geallieerden (Eerste Wereldoorlog)

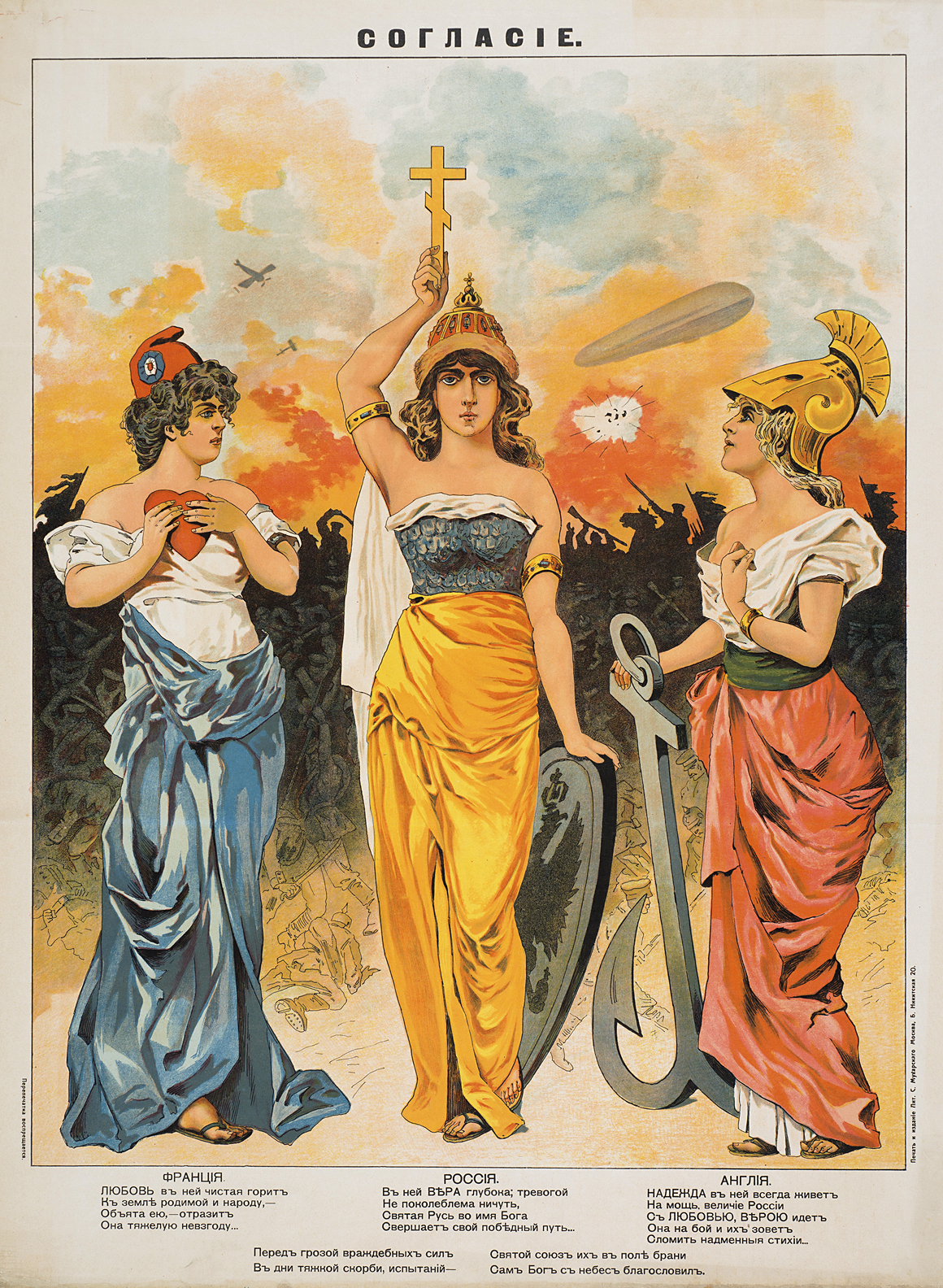
Russisch affiche met de personificaties van de Triple Entente: Frankrijk, Rusland, Engeland

De geallieerden tijdens de Eerste Wereldoorlog waren de landen die gezamenlijk optraden tegen een bondgenootschap van landen die de Eerste Wereldoorlog waren begonnen, de centrale mogendheden genoemd. De kern van de geallieerden bestond uit het Derde Franse Republiek, het Russisch Keizerrijk en het Britse Rijk, die zich in 1907 via verdragen hadden verbonden in de Triple Entente, daar sloten andere landen zich later tijdens de oorlog bij aan, zoals Japan, Italië en de Verenigde Staten, Rusland trok zich in 1917 terug. De later aangesloten geallieerden verschilden van de Entente door het feit dat ze zich niet met een verdrag bij de Entente aansloten. De Verenigde Staten hadden de status van "associated power", niet van geallieerde.
De centrale mogendheden waren het Duitse Rijk, Oostenrijk-Hongarije, het Ottomaanse Rijk en Bulgarije.

## Triple Entente
Voordat de Eerste Wereldoorlog begon, bestond de Entente uit drie landen. De Derde Franse Republiek, het Russisch Keizerrijk en het Britse Rijk. Deze landen hadden in de jaren voor de Eerste Wereldoorlog verdragen met elkaar gesloten, waardoor deze landen een bondgenootschap vormden.
- 1892: Frans-Russische Alliantie, effectief van 1892 tot 1917.
- 1904: Entente Cordiale, Verenigd Koninkrijk en Frankrijk tekenden een verdrag om hun belangen veilig te stellen.
- 1907: Anglo-Russische Entente, een verdrag waarmee een reeks conflicten werd beëindigd dat de internationale geschiedenis inging als de Great Game, en belangen van beide partijen veiligstelde.

Toen deze verdragen gesloten waren, was effectief de Triple Entente ontstaan. Elk land had zijn eigen verdrag met de ander en zo werd een driehoek gevormd. Deze verdragen vormden een blok tegen het andere bondgenootschap, de centrale mogendheden.

## Eerste Wereldoorlog
Door het uitbreken van de Eerste Wereldoorlog werd het volgens afspraken in verdragen noodzakelijk, en een automatisme, dat landen die aangevallen werden, of zelf aanvielen, zich schaarden bij een van de twee machtsblokken. De keuze werd bepaald door de geopolitieke verhoudingen en de bereidheid tot vechten. Zo bleven België en Luxemburg in naam neutraal toen ze door het Duitse Rijk werden aangevallen.
'Neutraliteit' van België
Volgens artikel 7 van het Verdrag van Londen (1839) was België neutraal: binnen de gegeven grenzen zou het voortdurend een onafhankelijke en onzijdige staat zijn en zich ook onzijdig opstellen jegens alle andere staten. Het Verenigd Koninkrijk hanteerde de schending van het grondgebied van het neutrale België dan ook als casus belli tegen Duitsland. Officieel bleef België neutraal tot de ondertekening van het Verdrag van Versailles op 28 juni 1919, waarin Artikel 31 afschaffing van de Belgische neutraliteit betekende. Feitelijk sloot België zich echter bij de geallieerden aan toen op 4 augustus 1914 om 12:00 de Belgische koning Albert I een beroep deed op de steun van het Verenigd Koninkrijk, Frankrijk en Rusland (de laatste twee waren reeds in oorlog met Duitsland sinds 3 respectievelijk 1 augustus en vormden met de eerste de Triple Entente) voor een 'gecoördineerde, gezamenlijke militaire actie'. Dit was enkele uren nadat Duitsland België om 6:00 's ochtends impliciet de oorlog had verklaard (door te zeggen 'wapengeweld' te gebruiken als de Duitse tocht door België op weerstand zou stuiten) en om 8:02 met troepen bij Gemmenich het Belgische grondgebied had geschonden. De Duitse rijkskanselier Theobald von Bethmann Hollweg noemde de bepaling uit het Verdrag van Londen, na de Britse oorlogsverklaring aan Duitsland 's avonds op 4 augustus, 'alleen maar een vodje papier'. De regering-De Broqueville I vestigde zich in ballingschap in Le Havre op het grondgebied van het geallieerde Frankrijk (oktober 1914–november 1918) in plaats van in een neutrale staat (zoals Zwitserland) of in een nog onbezet deel van België. Het Belgische leger onder persoonlijke leiding van koning Albert I werkte nauw samen met de Franse en Britse legers tegen het Duitse leger en de geallieerde troepen bewogen tijdens de oorlog vrijelijk over de Frans-Belgische grens. Dat het België en de andere geallieerden niet slechts te doen was om het herstel van het Belgische grondgebied van vóór de oorlog, blijkt voorts uit het feit dat artikelen 32–39 van het Verdrag van Versailles uitbreiding van het Belgische grondgebied met de Oostkantons, Neutraal Moresnet en Pruisisch Moresnet ten koste van Duitsland/Pruisen bepaalden; een schending van artikel 7 van het Verdrag van Londen – ook ondertekend door Pruisen – dat bepaalde dat België, binnen zijn gegeven grenzen, ook neutraal moest zijn ten opzichte van andere staten.

## Bondgenoten
Oorspronkelijke bondgenoten:
- Keizerrijk Rusland (tot 1917)
- Frankrijk
- Verenigd Koninkrijk

Erbij in 1914:
- Servië
- Nepal
- Montenegro
- Japans Keizerrijk
- Andorra
- België (de facto)
- Luxemburg (de facto)

Erbij in 1915:
- Asir
- Italië
- San Marino
- Nadjd en Hasa

Erbij in 1916:
- Portugal
- Hidjaz
- Roemenië
- Griekenland

Erbij in 1917:
- Verenigde Staten
- Thailand (Siam)
- Cuba
- Liberia
- China
- Brazilië
- Panama

Eraf 3 maart 1918 (Vrede van Brest-Litovsk):
- Russische SFSR

Erbij in 1918:
- Guatemala
- Armenië (vrijwilligers)
- Nicaragua
- Haïti
- Honduras